# Valparai
Valparai is een panchayatdorp in het district Coimbatore van de Indiase staat Tamil Nadu. 

## Demografie
Volgens de Indiase volkstelling van 2001 wonen er 94.962 mensen in Valparai, waarvan 49% mannelijk en 51% vrouwelijk is. De plaats heeft een alfabetiseringsgraad van 72%.